# Masuzo Madono
Masuzo Madono (真殿 益蔵, Madono Masuzo) est un footballeur international japonais. Il évoluait au poste de milieu de terrain.

## Carrière
Masuzo Madono, joueur de l'équipe de football de l'université Kwansei Gakuin, est sélectionné à deux reprises en équipe nationale japonaise. Il joue les 17 et 20 mai 1925, pour deux défaites aux Jeux de l'Extrême-Orient contre les Philippines (4-0) et la Chine (2-0).